# Billboard Music Award for Top Country Female Artist
Der Billboard Music Award for Top Country Female Artist (Billboard Music Awards für die beste Künstlerin der Countrymusik) wird seit 2018 jährlich im Rahmen der Billboard Music Awards in den USA verliehen.

## Übersicht

### 2010er Jahre
| Jahr             | Künstler | Ref |
| ---------------- | -------- | --- |
| 2018             |          |     |
| Maren Morris     | [ 1 ]    |     |
| Kelsea Ballerini | [ 1 ]    |     |
| Miranda Lambert  | [ 1 ]    |     |
| 2019             | [ 1 ]    |     |
| Carrie Underwood | [ 2 ]    |     |
| Maren Morris     | [ 2 ]    |     |
| Kacey Musgraves  | [ 2 ]    |     |

### 2020er Jahre
| Jahr             | Künstler | Ref |
| ---------------- | -------- | --- |
| 2020             |          |     |
| Maren Morris     | [ 3 ]    |     |
| Kacey Musgraves  | [ 3 ]    |     |
| Carrie Underwood | [ 3 ]    |     |
| 2021             | [ 3 ]    |     |
| Gabby Barrett    | [ 4 ]    |     |
| Maren Morris     | [ 4 ]    |     |
| Carrie Underwood | [ 4 ]    |     |
| 2022             | [ 4 ]    |     |
| Taylor Swift     | [ 5 ]    |     |
| Carrie Underwood | [ 5 ]    |     |
| Miranda Lambert  | [ 5 ]    |     |

## Häufigste Auszeichnungen und Nominierungen

### Siege
2 Auszeichnungen
- Maren Morris

### Nominierungen
4 Nominierungen
- Carrie Underwood

3 Nominierungen
- Maren Morris

2 Nominierungen
- Miranda Lambert